# Fit for 55
Fit for 55 is het plan van de Europese Unie om de uitstoot van broeikasgassen tegen 2030 met 55% te verminderen. Het pakket werd in juli 2021 voorgesteld door de Europese Commissie, in het kader van de Europese Green Deal. Via een versneld wetgevingsproces kunnen maatregelen al vanaf 2022 wet worden. Het pakket omvat extra steun voor schoon vervoer, hernieuwbare energiebronnen en een “Mechanisme voor koolstofgrenscorrectie”, een heffing op emissies voor import uit landen met een minder ambitieus klimaatbeleid. Ook wordt voorgesteld om het emissiehandelssysteem uit te breiden tot vervoer en warmte. In vergelijking met het nettonul-scenario van het Internationaal Energieagentschap bevat het plan meer maatregelen om ervoor te zorgen dat energie betaalbaar blijft.
Bij een eerste stemming in het Europees Parlement op 8 juni 2022 werden de meeste voorstellen uit het pakket echter verworpen of uitgesteld. Het dossier ging daarmee terug naar de milieucommissie. Na overleg werden op 22 juni drie wetsvoorstellen goedgkeurd: de hervorming van het emissiehandelssysteem (ETS), de invoering van een koolstofgrenstaks en de oprichting van een sociaal fonds om kwetsbare groepen te ontzien tijdens de energietransitie. Het programma ging daarop naar de lidstaten voor finaal overleg.